# Semenanalyse
Een semenanalyse is een vaak toegepaste test om vast te stellen of een man onvruchtbaar is. De semenanalyse is een van de slechtst gevalideerde testen in de gehele geneeskunde. Als men hetzelfde monster in verschillende laboratoria laat onderzoeken kan men geheel verschillende uitslagen krijgen. Bovendien is de relatie tussen vruchtbaarheid en de uitkomst van de analyse vaak moeilijk te leggen. Dikwijls is een man verminderd vruchtbaar zonder het zelf te weten, bijvoorbeeld omdat de vrouw bijzonder vruchtbaar is.
Semenanalyse vindt plaats in een klinisch chemisch laboratorium onder strikte regels en kwaliteitseisen. Het onderzoek van het semen (sperma) vindt plaats op basis van criteria die door de Wereldgezondheidsorganisatie (WHO) in 1999 zijn vastgelegd. In 2009 verscheen een WHO-publicatie waarin voorgesteld wordt om de referentiewaarden bij te stellen. De laatste versie is de 6e editie gepubliceerd in juli 2021.

## Methode van afname
Het monster wordt gewoonlijk verkregen via masturbatie, waarbij de zaadlozing (het ejaculaat) wordt opgevangen in een steriel monsterpotje. Er mogen geen glijmiddelen worden gebruikt. Voor een betrouwbare uitslag is het belangrijk om de gehele zaadlozing op te vangen.
Voor het nauwkeurigste resultaat wordt twee tot drie dagen onthouding aanbevolen alvorens een semenmonster te nemen voor analyse. Bij langere perioden van onthouding kan het aantal zaadcellen toenemen, maar het percentage zaadcellen dat actief beweeglijk is kan afnemen. Aan de andere kant kunnen kortere perioden van onthouding resulteren in enige afname van het aantal aanwezige zaadcellen.
Nadat het monster is opgevangen, moet het binnen 30 tot 45 minuten bij het laboratorium worden afgeleverd en tot de aankomst daar zo veel mogelijk op lichaamstemperatuur worden gehouden.

## Eigenschappen
De volgende eigenschappen van het ejaculaat worden gemeten:
| Eigenschap                   | Criteria   | WHO 1999   | bijstelling WHO 2009 | Eenheid                                              |
| ---------------------------- | ---------- | ---------- | -------------------- | ---------------------------------------------------- |
| Volume                       | ten minste | 2,0        | 1,5                  | ml                                                   |
| Concentratie                 | ten minste | 20 miljoen | 15 miljoen           | zaadcellen per ml                                    |
| Aantal                       | ten minste | 40 miljoen | 39 miljoen           | zaadcellen totaal per ejaculaat                      |
| pH-waarde (zuurtegraad)      | ten minste | 7,2        |                      |                                                      |
| Vervloeiing                  | binnen     | 60         |                      | minuten                                              |
| Motiliteit (beweeglijkheid)  | meer dan   | 50%        | 32%                  | progressief beweeglijk                               |
| Vitaliteit                   | meer dan   | 75%        | 58%                  | van de zaadcellen moeten levende zaadcellen zijn     |
| Witte bloedcellen            | minder dan | 1 miljoen  |                      | per ml                                               |
| Morfologie                   | meer dan   | 15%        | 4%                   | van de zaadcellen moet een normale vorm hebben       |
| Antistoffen - immunobeadtest | minder dan | 50%        |                      | van de motiele zaadcellen bevat aangehechte deeltjes |
| Antistoffen - MAR test       | minder dan | 50%        |                      | van de motiele zaadcellen bevat aangehechte deeltjes |

### Aantal
Het aantal zaadcellen is het aantal zaadcellen per ml ejaculaat maal het volume van het ejaculaat.
Aantallen van boven de 15 miljoen zaadcellen per ml, of boven de 39 miljoen zaadcellen in totaal, worden normaal geacht. Bij lagere waarden wordt gesproken van oligozoöspermie.
Het gemiddeld aantal zaadcellen ligt vandaag de dag rond 60 miljoen per milliliter. Dit aantal is de afgelopen decennia met zo'n 1-2% per jaar afgenomen.

### Beweeglijkheid
De beweeglijkheid (motiliteit) van het sperma wordt bepaald door te meten welk deel van de spermatozoa zich goed vooruit kunnen verplaatsen. Hoewel de beweeglijkheid als percentage wordt gemeten, is vooral het totale aantal bewegelijke zaadcellen van belang. Het percentage zelf is minder belangrijk. Hoe groter het totale aantal bewegende zaadcellen, des te groter de kans op een succesvolle bevruchting. In 2014 slaagden wetenschappers van het  Odense Academisch ziekenhuis in Denemarken er in om, met behulp van Punalpin, het totale aantal bewegende zaadcellen te vergroten, bij jongemannen met een verminderde zaadkwaliteit.

### pH-waarde
Om het zure milieu in de vagina te overleven dient het zaadvocht enigszins alkalisch te zijn.
Het WHO handboek uit 1999 hanteert een ondergrens van 7,2. Hoewel er geen bovengrens wordt aangegeven, wordt over het algemeen een bovengrens van 8,0 gehanteerd. Een te lage pH-waarde kan een aanwijzing zijn dat één of beide zaadblaasjes geblokkeerd zijn. Een te hoge pH-waarde kan wijzen op de aanwezigheid van een infectie.

### Vervloeiing
Vervloeien is het proces waarbij de aanvankelijk wat dikke substantie (gel) door afbraak van eiwitten langzaam vloeibaarder wordt. Normaal duurt dit proces minder dan 15 minuten. Een langere vervloeiingstijd (meer dan 60 minuten bij 37 °C) kan wijzen op de aanwezigheid van een infectie.

### Witte bloedcellen
Een hoog aantal witte bloedcellen (meer dan 1 miljoen per ml) kan wijzen op de aanwezigheid van een infectie. Aanwezigheid van witte bloedcellen geeft oxidatie van het zaadvloeistof en maakt de pH lager.

### Morfologie
Morfologie is veelbesproken en discutabel. Bij de morfologie wordt aan de hand van een aantal criteria vastgesteld of de zaadcellen een normale vorm hebben. Er zijn in het verleden verschillende methoden gebruikt om de vorm te beoordelen. Tegenwoordig wordt de morfologie meestal bepaald aan de hand van de strikte criteria ontwikkeld door Dr. Roelof Menkveld en Thinus Kruger. Deze criteria staan ook wel bekend als de "Tygerberg strict criteria" of "Kruger strict criteria". Door het toepassen van deze strikte criteria worden er veel meer zaadcellen gecategoriseerd als 'afwijkend', daarom liggen de morfologie-percentages bij deze criteria een stuk lager.
Het WHO-handboek uit 1999 hanteert de strikte criteria (in enigszins aangepaste vorm).
De minder strikte methode voor het bepalen van morfologie, zoals gebruikt voor 1999, bleek weinig voorspellende waarde te hebben voor de fertiliteit van een man. Tijdens het onderzoek van Thinus Kruger bleek dat de striktere methode een meer voorspellende waarde had. Was de morfologie volgens de strikte criteria < 14% dan nam de fertiliteit af, en kwam deze onder de 4% dan was de fertiliteit vrijwel verdwenen.
Doordat er een voorspellende waarde werd toegekend aan morfologie werden de lab-medewerkers in de loop der tijd steeds kritischer in het bepalen van de morfologie. Dr. Licciardi van het New York University Fertility Center spreekt zelfs van de "morfologie mythe" en verwoordt het (vrij vertaald) als volgt:
En dan is er de morfologie: het aantal normaal gevormde zaadcellen. Dit zou 14% of meer moeten zijn. Het gemiddelde is 2 - 6%. Maar waarom?
Vóór 1999 noemden de WHO-richtlijnen een grens van 30% normale vormen. Zo'n 20 jaar geleden kwam Dr. Kruger ons vertellen dat we eigenlijk veel nauwkeuriger naar de vorm van de zaadcellen zouden moeten kijken. Als we dat doen zien we veel meer afwijkende vormen dan we zouden denken, en dan zien we dat er een omslag ligt rond de 14%. [...] Hij zei ook dat, als we nauwkeuriger kijken, duidelijker te zien is welke mannen onvruchtbaar zouden zijn. Dit klonk erg goed, dus de andrologisten (de mensen die het sperma beoordelen) begonnen steeds beter te zoeken. Tegenwoordig wijzen ze elke zaadcel af die er niet perfect uitziet. De afgelopen 20 jaar is iedereen dus steeds kieskeuriger geworden, met als resultaat dat een man zich gelukkig mag prijzen als de morfologie boven de 5% uitkomt. Bijna iedereen zit onder de 14%.
Het is overduidelijk dat dit alles te ver is doorgeschoten. We vertellen bijna elke man dat zijn sperma abnormaal is en dat kan gewoon niet. Feitelijk weten we gewoon niet hoe een normale zaadcel eruitziet.
En dan is er nog het feit, dat wetenschappelijk niet bewezen is dat een morfologisch "niet normale" zaadcel, niet in staat zou zijn om een bevruchting tot stand te brengen. Kortom, men zou aan de morfologie van zaadcellen niet te veel waarde moeten toekennen.

## Afwijkingen
- Aspermie: er is geen ejaculaat; de zaadlozing blijft uit
- Azoöspermie: er zijn geen zaadcellen in het ejaculaat aanwezig
- Oligospermie: een te laag volume van het ejaculaat
- Oligozoöspermie: een te laag aantal zaadcellen
- Asthenozoöspermie: een te lage beweeglijkheid van de zaadcellen
- Teratozoöspermie: een te laag aantal normaal gevormde zaadcellen

Een afwijkend resultaat van de semenanalyse zegt nog niet meteen dat een man verminderd vruchtbaar is, laat staan onvruchtbaar. In de richtlijn van het NVOG stelt men:
"Bij alle nauwkeurigheid die bovenstaande grenswaarden suggereren dient men zich te realiseren dat de overgang van normaal fertiel naar infertiel een graduele is (het subfertiele gebied). Met uitzondering van de uitslagen azoöspermie, globozoöspermie en persisterende volledige asthenozoöspermie (immotiele cilia-syndroom) zijn de positief en de negatief voorspellende waarde van de semenanalyse gering."
Echter, de richtlijn stelt wel:
"Is het totale aantal motiele zaadcellen de VCM (Volume x Concentratie x percentage Motiliteit) bij herhaling minder dan één miljoen, dan is de prognose erg somber, en begeeft de kans op een spontane zwangerschap zich richting nul."

## Factoren die het resultaat kunnen beïnvloeden
Het aantal dagen onthouding voor de zaadlozing kan van invloed zijn op de resultaten. Uit studie blijkt dat een onthoudingsperiode van 10 dagen of langer de resultaten negatief beïnvloedt. Bij mannen die gewoonlijk goed zaad produceerden bleek dat de kwaliteit van het zaad was verslechterd wanneer zij 10 dagen of langer onthouding in acht hadden genomen.
Koorts kan de kwaliteit van het zaad drastisch verminderen. Het duurt zo'n 3 maanden voor een zaadcel om gevormd te worden. Is er in de afgelopen 3 maanden koorts geweest, dan kan de test negatief uitpakken.
In de loop van de tijd kunnen de resultaten van verschillende analyses bij dezelfde man behoorlijk fluctueren. Wanneer blijkt dat de zaadkwaliteit niet voldoende is, dan dient er na ongeveer 3 maanden opnieuw getest te worden.

## Andere testen
De traditionele testen zoals hierboven beschreven zijn vooral gebaseerd op het tellen van het aantal geschikte zaadcellen. Tegenwoordig zijn er ook andere tests die vooral gericht zijn op het analyseren van de chromosomen en het genetisch materiaal.

### SCSA
SCSA (uitgesproken: Scasa) is een afkorting die staat voor 'Sperm Chromatin Structure Assay'. Bij deze test wordt bepaald in hoeverre het DNA in de zaadcellen gefragmenteerd is. Onderzoek suggereert dat een verhoogde DNA fragmentatie een sterke aanwijzing kan zijn voor mannelijke onvruchtbaarheid.
De SCSA test levert een percentage op dat aangeeft hoeveel zaadcellen gefragmenteerd DNA bevat. Is dit percentage hoger dan 30%, dan wordt dit gezien als een aanwijzing dat de vruchtbaarheid van de man verminderd is.

### FISH
De afkorting FISH staat voor fluorescentie-in-situhybridisatie. Met deze test wordt een beperkte chromosoomanalyse gemaakt van de zaadcellen: bij wijze van steekproef worden een drietal chromosomen aan een minutieuze analyse onderworpen.